# Chrissie White
Pour les articles homonymes, voir White.
Chrissie White (23 mars 1895-18 août 1989) est une actrice britannique, populaire enfant-actrice de l’époque du muet, où elle avait fait ses premiers pas devant la caméra au début des années 1900.

## Biographie

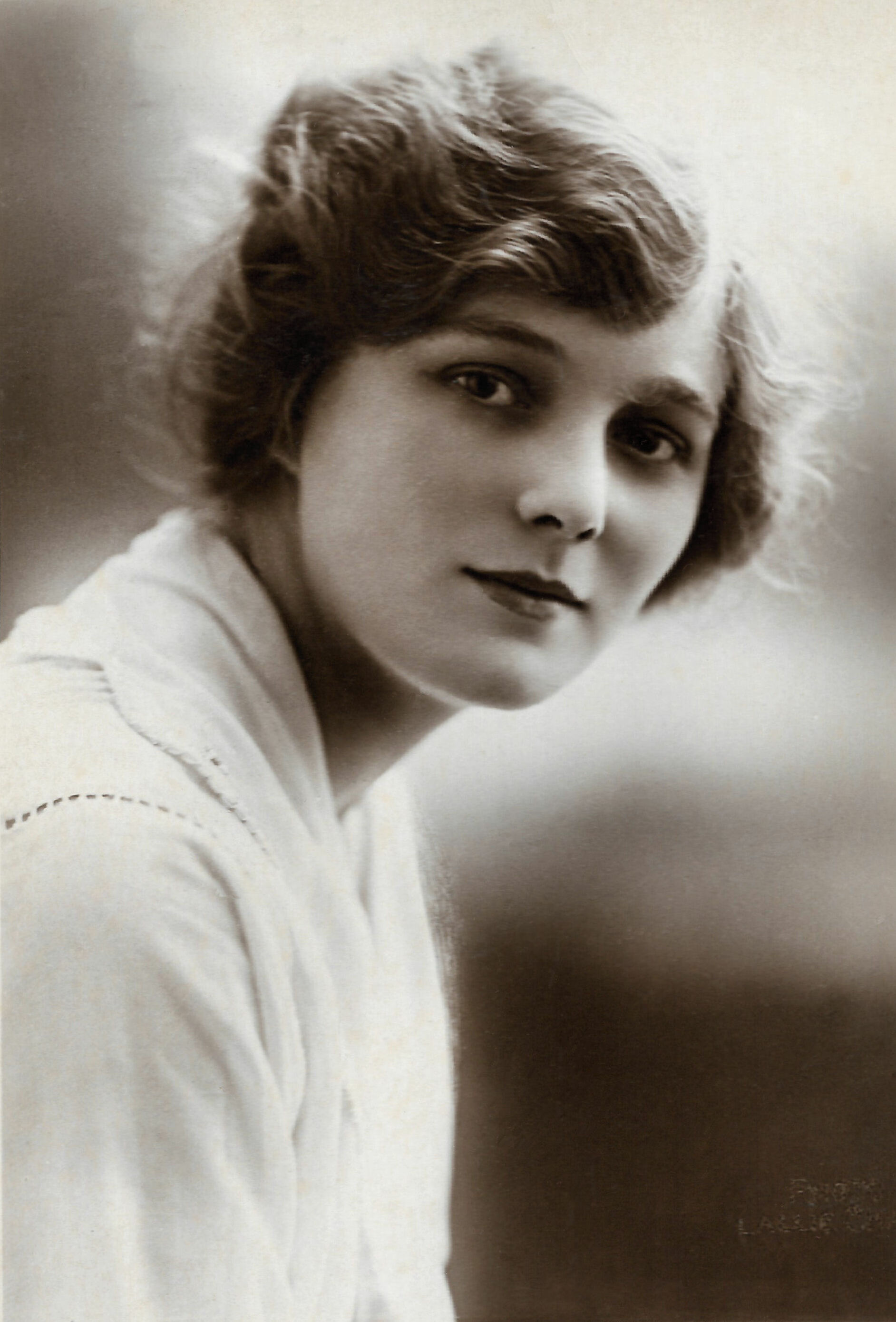
Photo Lallie Charles

Entre 1910 et 1915, elle fut la partenaire d'Alma Taylor dans nombre de films de la série des "Tilly" (où elle jouait le rôle de Sally). Elle apparut fréquemment dans les courts-métrages tournés par Lewin Fitzhamon. Elle épousa dans les années 1920 son partenaire de l’écran Henry Edwards et abandonna le cinéma en 1924. Une tentative de retour au début des années 1930 à l’arrivée du cinéma parlant conduisit à un échec.